# Bruchidius imbricornis
Bruchidius imbricornis is een keversoort uit de familie bladkevers (Chrysomelidae). De wetenschappelijke naam van de soort werd in 1795 gepubliceerd door Georg Wolfgang Franz Panzer.